# Pico Bin

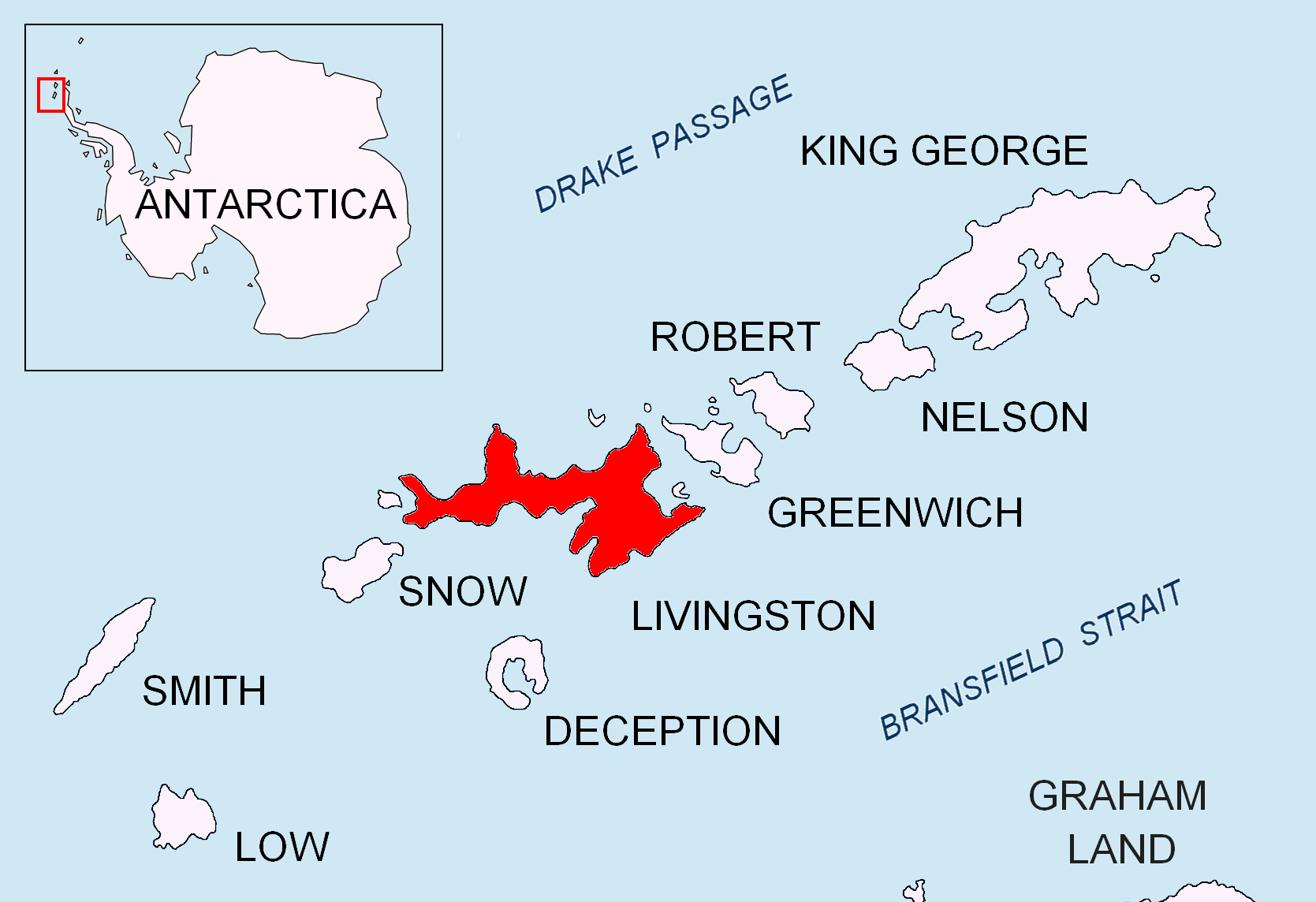
Localização da Ilha Livingston nas Ilhas Shetland do Sul.

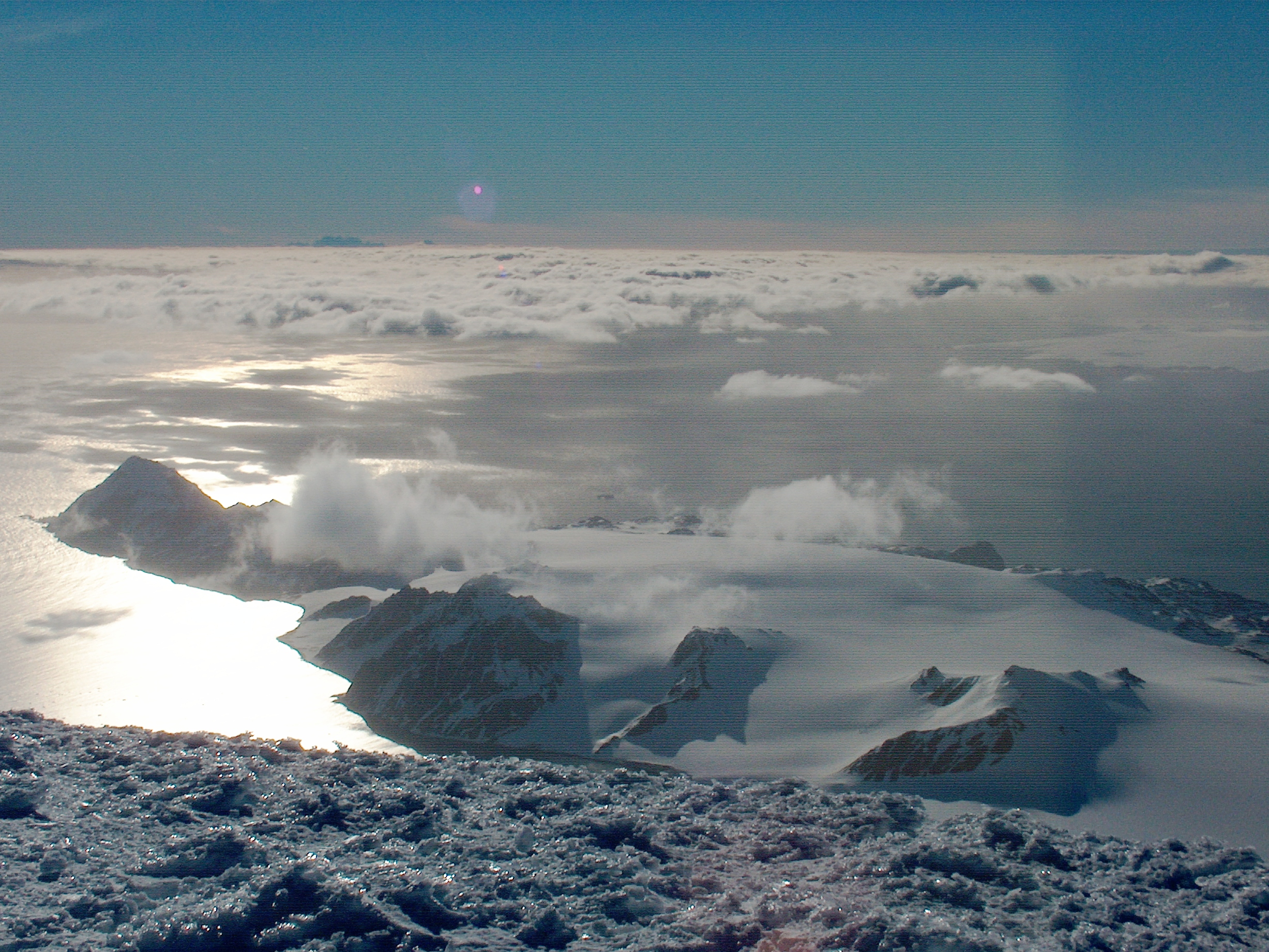
Pico Binn (à esquerda) do Monte Friesland.

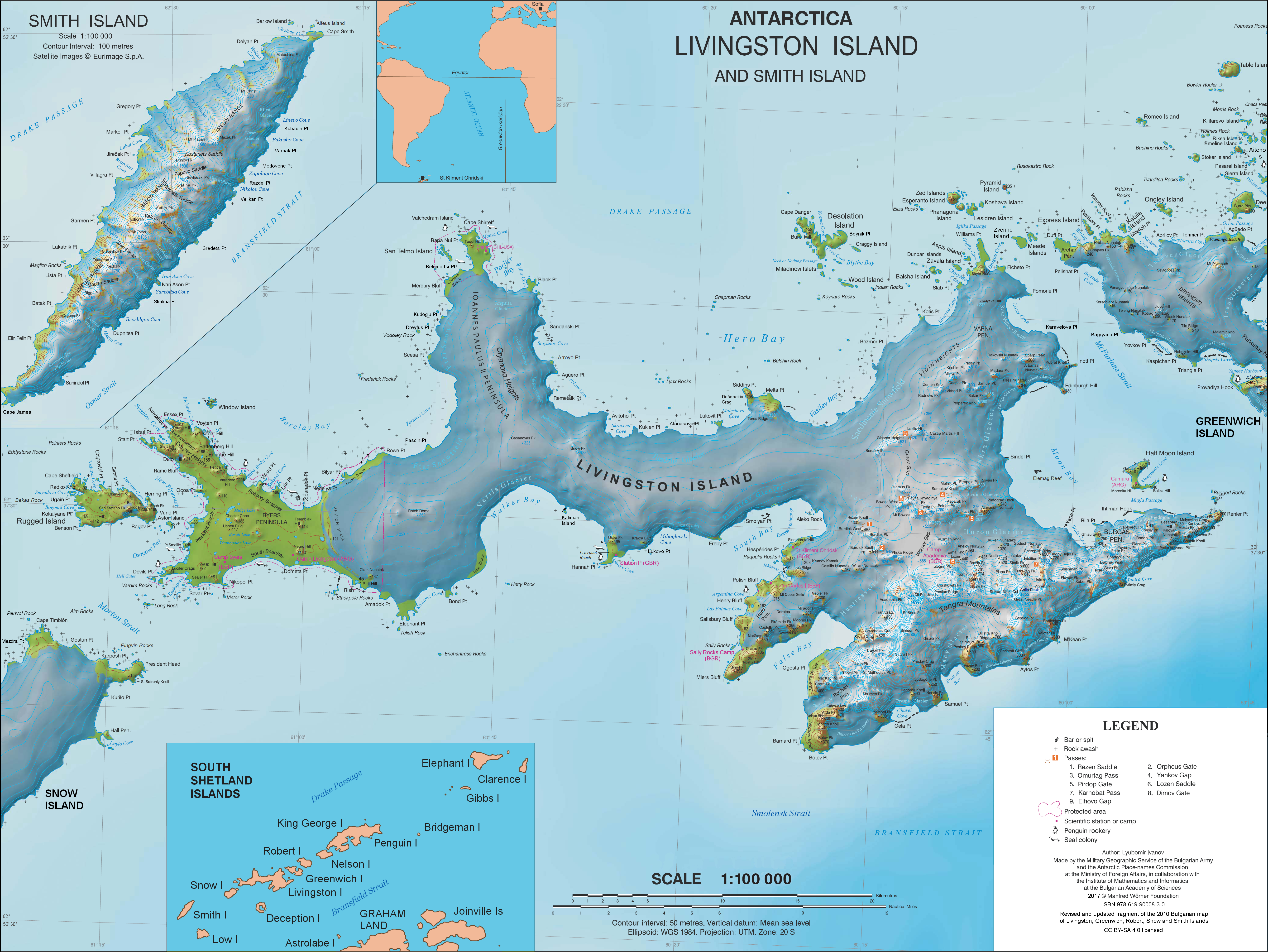
Mapa topográfico de Livingston Island e Smith Island.

O pico Bin é um pico rochoso que se eleva a 400 m, na extremidade sudoeste da península de Hurde, na ilha Livinston, nas ilhas Shetland do Sul, na Antártica . 
Recebeu o nome do capitão T. Binn, mestre do navio de vedação britânico Minerva, que visitou as Chetlands do Sul em 1820-1821. 
O pico está localizado a 62° 43′ 02″ S, 60° 25′ 29,3″ O. 

## Mapas
- Ilha Livingston: Península Hurd. Mapa topográfico de escala 1: 25000. Madri: Serviço Geográfico do Exército, 1991. (Mapa reproduzido na p. 16 da obra vinculada)
- LL Ivanov et al. Antártica: Livingston Island e Greenwich Island, Ilhas Shetland do Sul . Escala 1: 100000 mapa topográfico. Sofia: Comissão Antártica de Nomes de Lugares da Bulgária, 2005.
- LL Ivanov. Antártica: Ilhas Livingston e Greenwich, Robert, Snow e Smith . Escala 1: 120000 mapa topográfico. Troyan: Fundação Manfred Wörner, 2009. ISBN 978-954-92032-6-4
- Banco de dados digital antártico (ADD). Escala 1: 250000 mapa topográfico da Antártica. Comitê Científico de Pesquisa Antártica (SCAR). Desde 1993, regularmente atualizado e atualizado.
- LL Ivanov. Antártica: Livingston Island e Smith Island . Escala 1: 100000 mapa topográfico. Fundação Manfred Wörner, 2017. ISBN 978-619-90008-3-0 ISBN   978-619-90008-3-0